# Catacantha oculata
Catacantha oculata är en fjärilsart som beskrevs av William Schaus 1921. Catacantha oculata ingår i släktet Catacantha och familjen påfågelsspinnare. Inga underarter finns listade i Catalogue of Life.